# 古庫裏婆

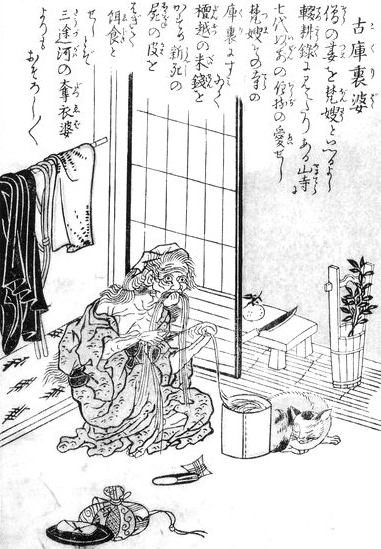
鳥山石燕 『今昔百鬼拾遺』より「古庫裏婆」

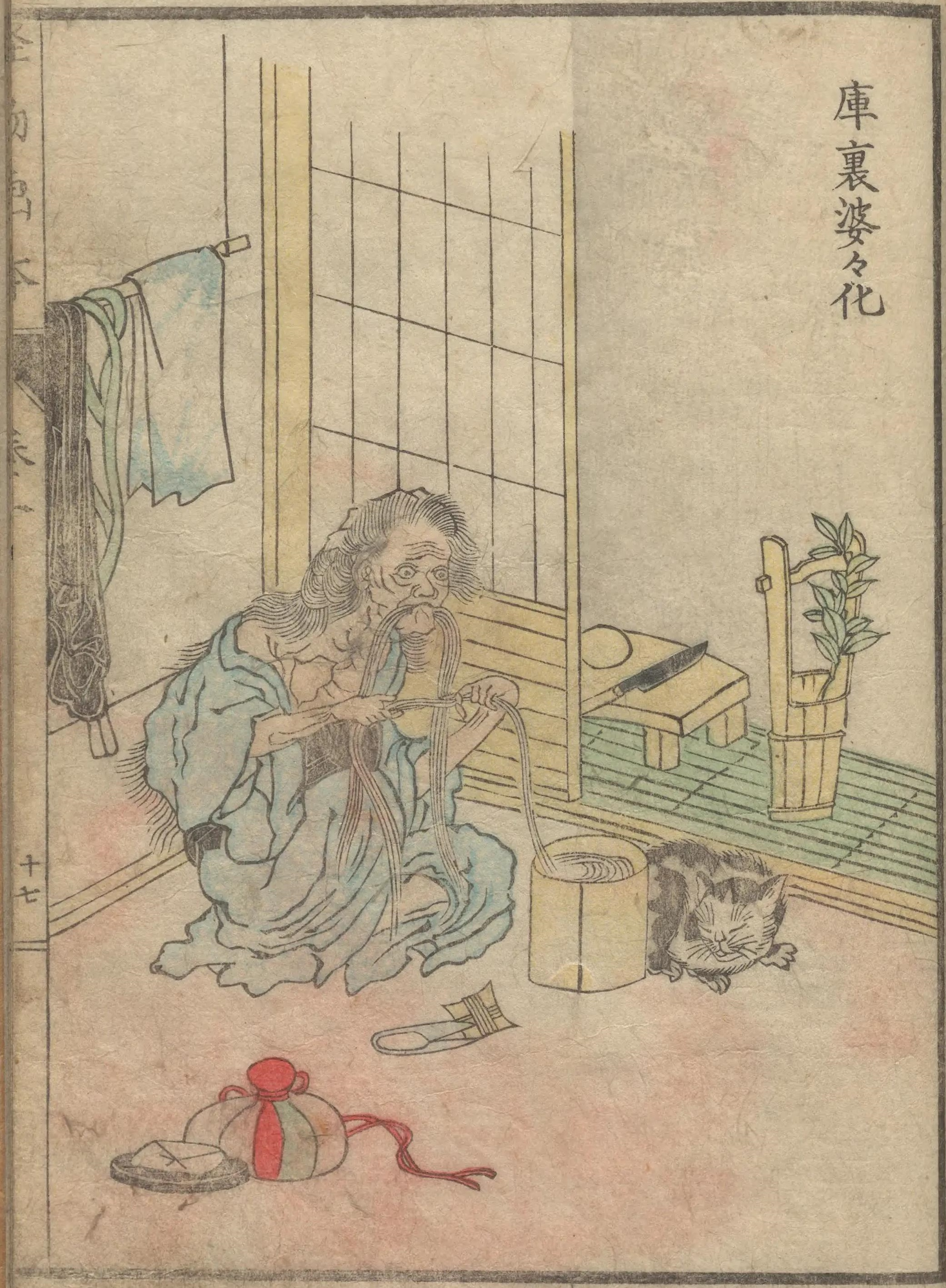
庫裏婆々化（古庫裏婆）―李冠光賢 画 、鍋田玉英 模写 『怪物画本』（1881年）、17葉表

古庫裏婆（こくりばばあ）は、鳥山石燕による江戸時代の妖怪画集『今昔百鬼拾遺』にある日本の妖怪で、老婆のすがたをした妖怪。

## 概要
『今昔百鬼拾遺』では、猫をかたわらに寝かせて糸をよる作業をしている老婆のすがたで描かれており、石燕による解説文には、ある山寺の庫裏（くり）に7代も前の住職の梵嫂（ぼんそう、僧侶の妻・梵妻）が住み着いており、檀家が寺におさめた食べ物や金銭を盗み取ったり、墓地に葬られた屍を掘り起こし髪の毛を編んで着物とし皮をはいで死肉を喰らうようになったものだとある。「僧の妻を梵嫂（ぼんさう）といえるよし 輟耕録（てつこうろく）に見えたり」と、文頭で石燕は「梵嫂」という言葉について述べているが、『輟耕録』（中国の明代の随筆。日本でも流布していた）に記されているのは梵嫂についてであり、古庫裏婆について記されているわけではない。
石燕がこの絵の構図の元にしたのは鈴木春信『絵本花葛蘿』（明和元年刊）に描かれている老女の絵（同図はまた西川祐信が『絵本倭比事』（1742年）に描いた蜷川智菖の妻の絵を下敷きとしている）ではないかとの指摘もある他、僧侶の妻という単語をさしはさんでいる点から江戸時代の破戒僧を風刺した石燕による創作ではないかとも考えられている。また、名前に用いられた「こくり」は鬼や恐ろしいものの喩えに用いられる「むくりこくり」の意を掛けているのではないかとの説もある。

## 昭和・平成以降の解説
昭和・平成以降の妖怪に関する書籍などでは、石燕の解説文にある特徴要素をおおよそ引いたかたちで、寺の庫裏に住み墓場や寺から供え物や死体をあさって食べる老婆の妖怪として紹介されている。
小説家・山田野理夫の著書『東北怪談の旅』では山形県につたわる話として古庫裏婆のはなしを登場させており、そこでは墓をあばいて死肉を喰らい成仏できずにいる女の妖怪とされており、この話は水木しげるの著書などにも引用されている。また、山田野理夫『おばけ文庫 ぬらり ひょん』では、奈良と大阪の境にある寺で古庫裏婆に遭ったというまったく別の内容の話も掲載されているが、こちらでは寺にいる人を食べる妖怪として登場している。
佐藤有文は、自著の妖怪図鑑では「古庫裏婆」を「こくり」という名称で紹介をしているが、ものをむさぼり喰うとする解説からか掲載図版に石燕の古庫裏婆の絵ではなく狐者異（こわい）の図版を用いている時期もあった。